# 독일의 유럽 점령기

제2차 세계 대전 당시 독일의 유럽 최대 점령 지역(검은색/회색)

독일 강점기 혹은 나치 제국은 1938년과 1945년 사이에 나치 독일이 일부 유럽 국가를 군사력을 동원해 괴뢰 정권 등의 형태를 포함한 여러 방법으로 점령한 시기를 말한다. 독일 국방군이 장악한 최대 영토는 다음과 같다.
- 동쪽으로는 소련 북캅카스의 모즈도크까지(1942-1943년)
- 북쪽으로는 노르웨이 왕국 스발바르 제도의 바렌츠부르크까지
- 남쪽으로는 그리스 왕국의 가브도스섬까지
- 서쪽으로는 프랑스 제3공화국의 웨상섬까지

일부 국가들은 영국이나 소비에트 연방의 연합국으로 참전했고, 그 후에 항복을 강요받고 진압당한 후에 정복당했다. 정복 당한 이후에, 정부가 망명을 하기도 하였고, 그 망명정부는 그 시민들로 이루어졌다. 나치에 정복된 다른 연합국에서는 공식적으로 중립을 표명하기도 하였다. 일부 점령 국가들은 추축국의 이전 가입국이기도 하였고, 그들은 전쟁의 끝에 나치 독일에 점령된 것이었다.

## 같이 보기
- 추축국
- 제2차 세계 대전
- 연합국 (제2차 세계 대전)